# Jean-Marie Cavada
Jean-Marie Cavada (* 24. února 1940, Épinal v departementu Vosges, Francie) je francouzský politik a europoslanec. Zastupuje frakci Aliance liberálů a demokratů v Evropě a region Île-de-France.

## Biografie
Cavada pracoval v letech 1960-1978 v několika francouzských televizích. Od roku 1978 zastával pozici jednoho z ředitelů televize FR3 a později i TF1. Roku 1982 se stal výkonným ředitelem společnosti Parafrance. Později pracoval ještě v několika televizních stanicích, včetně např. TV5. V 90. letech se věnoval radiovému vysílání v zámořských teritoriích Francie.
Mezi lety 1998-2004 zastával post generálního ředitele veřejnoprávní stanice Radio France. Zároveň byl i členem dozorčí rady televizní stanice Arte. V letech 1998-2001 byl členem správní rady Agence France Presse (AFP).
Cavada byl členem Unie pro francouzskou demokracii, která byla součástí Aliance liberálů a demokratů v Evropě. Do evropského parlamentu kandidoval roku 2004 a byl i zvolen. V 6. volebním období evropského parlamentu (2004-2009) byl předsedou výboru pro občanské svobody, spravedlnost a vnitřní věci (LIBE) a členem delegace Evropské unie pro Rumunsko.
V roce 2009 inicioval Cavada vznik vlastní strany s názvem Občanská aliance pro demokracii v Evropě. V roce 2009 byl zvolen do Evropského parlamentu znovu, tentokrát na kandidátce stran UMP/NC/LGM, která byla sjednocena pod hlavičkou Nového středu. Stal se členem právního výboru Evropského parlamentu. V roce 2015 předložil Jean-Marie Cavada pozměňovací návrh AM 421 v zprávě právního výboru k reformě autorského práva, který by de facto na celoevropské úrovni omezil svobodu panoramatu. Tento návrh schválil právní výbor dne 16. června na svém zasedání. Sám europoslanec Cavada tento krok odůvodnil snahou omezit „americké monopoly, jako jsou například Facebook nebo také Wikimedia“ ve snaze ochránit „sektor evropské kultury a kreativity“.